# Segesta riograndensis
Segesta riograndensis is een haft uit de familie Leptophlebiidae. De wetenschappelijke naam van de soort is voor het eerst geldig gepubliceerd in 2006 door Siegloch & Polegatto.
De soort komt voor in het Neotropisch gebied.